# رؤیای ما
یک رؤیا یا رؤیای ما (به انگلیسی: a dream) تک‌آهنگی از ابی و شادمهر عقیلی است که بعد از آهنگ‌های نوازش و بدبین سومین همکاری آن‌ها محسوب می‌شود.
این آهنگ مضمونی بر ضد جنگ دارد و با الهام از سخنرانی معروف رویایی دارم از مارتین لوترکینگ سروده شده‌است.
این آهنگ در تور رؤیای ما توسط ابی و شادمهر در کنسرت‌های مختلف اجرا و موزیک ویدئویی از این اثر توسط سیروس کردونی نیز ساخته شده‌است.
این آهنگ با بیش از ۱۰ میلیون بازدید، در بین پربازدیدترین موزیک ویدیوهای فارسی در یوتیوب قرار دارد.
موسیقی بدون کلام «رؤیای ما» توسط شبکه ۲ سیما پخش شد و واکنش برخی رسانه‌ها را به همراه داشت.

## موزیک ویدئو
خوانندگان، این موزیک ویدئو را با حمایت شرکت روشین منتشر کردند. تمرکز این ویدئو بر روی کودکانی است که قربانیان اصلی جنگ هستند.

## تور جهانی
ابی و شادمهر این آهنگ را در شهرهای مختلف اجرا کردند از جمله:
- ونکوور
- لندن[۲]

## رؤیای ما (نسخه زنده)
این نسخه به‌صورت زنده و در کنسرت شادمهر عقیلی، توسط وی در حمایت از خیزش انقلابی ۱۴۰۱ اجرا شده و در ۲۲ فروردین ۱۴۰۲ به صورت تک‌آهنگ منتشر شد.